# 五極トランジスタ
五極トランジスタ（ごきょくトランジスタ、英：Pentode_transistor）は5つのアクティブ端子を持つトランジスタのこと。

## 初期の五極トランジスタ
初期の5極トランジスタのひとつは、点接触型トランジスタの改良型として1950年代初頭に開発された。
3つのエミッタ端子を有する点接触型のトランジスタは 1950年代半ばには廃れてしまった。
3つのゲート端子を持つ五極電界効果トランジスタも報告されている
。

## 最新の五極トランジスタ
- 3入力トランジスタ-トランジスタ論理（TTL）ゲートのトリプル・エミッタ・トランジスタ。
- 3出力集積注入論理ゲートのトリプル・コレクタ・トランジスタ。
- 3ゲート電界効果トランジスタ。